# Музейный центр (Баку)
Музейный центр Министерства культуры и туризма Азербайджанской Pеспублики (азерб. Azərbaycan Respublikası Mədəniyyət və Turizm Nazirliyinin Muzey Mərkəzi; в прошлом Бакинский филиал Центрального музея В. И. Ленина ) — здание, расположенное в столице Азербайджана, в городе Баку, у Приморского бульвара. Общая площадь залов для экспозиций составляет 3700 м². Актовый зал Музейного центра рассчитан на 150 мест и имеет площадь 240 м². Площадь Круглого зала — 230 м², Галереи искусств — 400 м² и экспозиционного зала — 700 м².

## История

### Советский период
Бакинский филиал Центрального музея В. И. Ленина был создан на базе музея истории большевистских организаций Азербайджана имени И. В. Сталина 4 августа 1954 года. Для посещения музей был открыт в 1955 году. В период с 1955 по 1959 годов музей занимал старое помещение музея истории большевистских организаций. В старом здании музея было 15 экспозиционных залов. Новое здание построено на месте площади имени Петрова в 1957 году по проекту азербайджанского архитектора Гасана Меджидова к 90-летию В. И. Ленина и сдано в эксплуатацию в 1961 году как филиал Московского Музея имени В. И. Ленина. В музее хранилось более 110000 экспонатов, среди них - фотокопии рукописей Ленина. Бакинский музей также функционировал как Научный центр, который собирал материалы о жизни Ленина и его продолжателях. 

### Современный период
В 1991 году, после распада СССР на основании указа президента Азербайджанской Республики здание было передано Министерству культуры Азербайджанской Республики и переименовано в Музейный центр. Директором Музейного центра Министерства культуры и туризма Азербайджанской Pеспублики является Лиана Везирова.
Здание Музейного центра состоит из четырёх этажей. На первом этаже расположено фойе и музейный киоск; на втором — актовый зал и Государственный музей музыкальной культуры Азербайджана; на третьем — Музей независимости Азербайджана и Азербайджанский государственный театральный музей имени Дж. Джаббарлы; а на четвёртом этаже — дирекция, Круглый зал, Галерея искусств и Информационно-обозревательный центр «Русский музей»: виртуальный филиал.
Музейный Центр Министерства Культуры и Туризма Азербайджанской Республики тесно сотрудничает с музеями России, Грузии, США, Франции, Германии. В 2007 году было подписано соглашение о «Сотрудничестве между музеями Азербайджана и Норвегии». 
В музейном центре проводятся мероприятия различного рода, конференции международных организаций ЮНЕСКО, ООН,TURKSOУ, семинары, вечера памяти знаменитым людям, пресс-конференции и т.д. Отдел культурного развития и международных отношений был открыт в Музейном центре в 2005 году и целью создания данного отдела выступила разработка новых культурных программ. Музейный. 

## Галерея искусств
Галерея искусств музейного центра состоит из пяти залов,  общая площадь которых составляет 400 м2. С момента создания галерея использовалась как выставочное пространство. В 1961 году в галерее состоялась первая выставка, которая была посвящена первому полету человека в космос. В конце 80-х XX века в галерее был открыт Музей Комсомола ЦК ВЛКСМ. Oрганизаторы при декорации перекрыли верхний свет. В 1991 году галерея приобрела свой первоначальный облик. 
C 2003 года в галерее проводились такие выставки как “Крылья времени, «Времена года» - «Краски Осени», «Весна. Женщина. Любовь», «Импрессия Лета», «Гармония Зимы», выставка «Радуга Любви». В Галерее также прошли следующие выставки: выставка пять направлений немецкого фотографа Клауса Викрата, персональная выставка болгарского художника Эмиля Стойчева, фотовернисаж «Иллюминации» представительницы школы современной американской фотографии Тубы Озтекин Коймен.  

## Круглый зал
Круглый зал имеет площадь 230 м2и расположен под куполом здания. В круглом зале обычно проводятся презентации, официальные приемы, церемониальные открытия, коллегии Министерства Культуры и Туризма, подписания договоров о культурном сотрудничестве,  дефиле азербайджанских модельеров. В зале также проводились такие дефиле как Восток и Запад, С любовью к Женщине. 

## В филателии

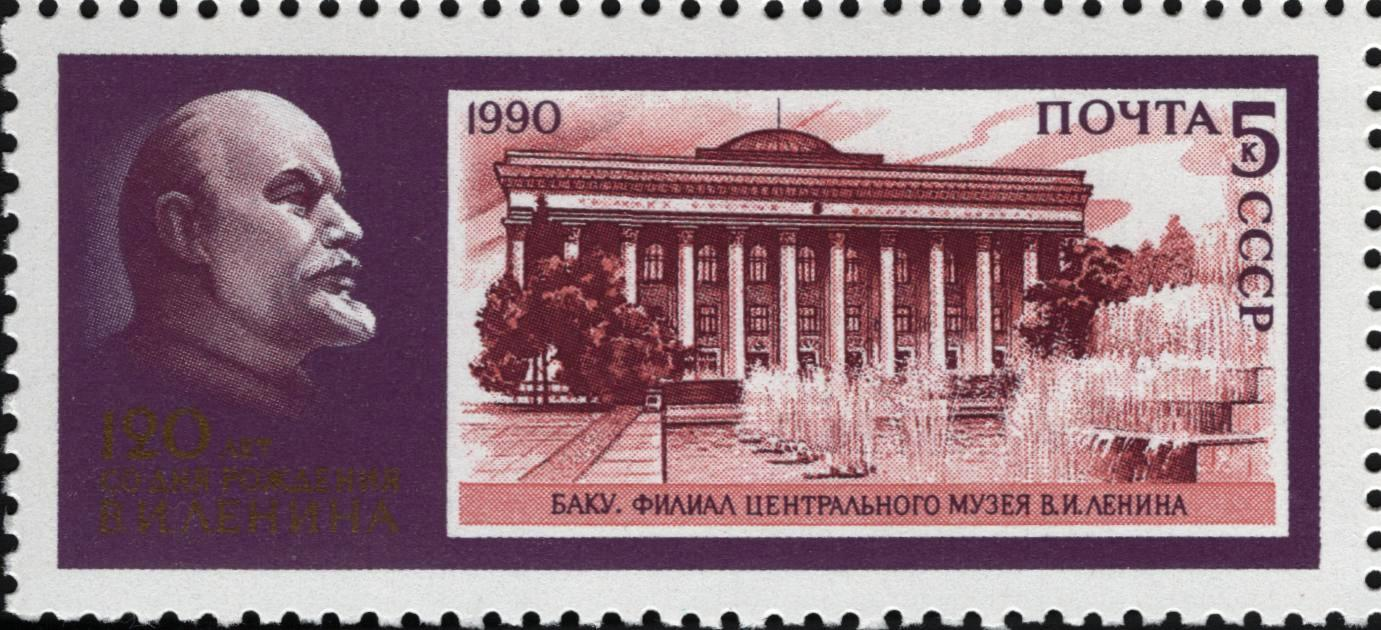
Почтовая марка СССР, 1990